# Stanfordski zaporniški eksperiment
Stanfordski zaporniški eksperiment je eksperiment, ki je proučeval psihološke učinke, ki nastanejo potem, ko nekdo prevzame vlogo paznika ali zapornika.

## Začetek eksperimenta
Avgusta leta 1971 se je v kleti ameriške Univerze Stanford začel odvijati nenavaden eksperiment. Tamkajšnji profesor psihologije Philip Zimbardo je preko oglasa poiskal mladeniče in jim za plačilo 15 dolarjev na dan ponudil, da bi sodelovali pri znanstveni raziskavi. Javilo se je več kot 75 kandidatov, saj poleti ni bilo šole, prav tako pa so bili mladi prepričani, da bodo z malo dela lahko dobro zaslužili
. Zimbardovi sodelavci pri pripravi eksperimenta so se z vsemi kandidati najprej natančno pogovorili ter jih psihološko testirali. Izmed vseh prijavljenih so izbrali le 24 najbolj normalnih oziroma običajnih, ki niso imeli nobene kriminalne preteklosti, bili iz družin srednjega razreda in tudi drugače niso izstopali iz povprečja. Med izbranimi kandidati so nato z metom kovanca izžrebali devet izbrancev, ki so jih določili, da bodo pri poskusu igrali vlogo zapornikov, preostalih 15 pa je dobilo vloge paznikov. Osnovna ideja eksperimenta je bila, da bi vsi kandidati skupaj dva tedna v kleti oddelka za psihologijo stanfordske univerze gojili razmere, kakršne vladajo v resničnem zaporu.

## Namen
Raziskovalce je pri zastavitvi poskusa zanimalo predvsem vprašanje, kaj se zgodi, če postaviš dobre ljudi v zle okoliščine. Ugotoviti so nameravali, koliko vplivajo na dogajanje in odnose v zaporih tamkajšnje okoliščine in koliko značaj paznikov in pripornikov. Rezultati eksperimenta, ki se ga vsi udeleženci še danes spominjajo z nelagodjem, so bili šokantni. Razmere v namišljenem zaporu so že v nekaj dneh postale tako nevzdržne, da so morali poskus, ki naj bi po prvotnih načrtih trajal dva tedna, prekiniti že po šestih dneh.

## Potek eksperimenta
Da bi bilo vzdušje čim bolj podobno pravemu, se je Zimbardo ob pripravi poskusa dogovoril s šefom lokalne policije, da so »zapornike«, ki vnaprej niso vedeli, katero vlogo jim bodo dodelili, na nedeljsko jutro na njihovih domovih aretirali resnični policisti. Pred začudenimi sosedi so jih vklenili in jih odpeljali na policijsko postajo. Tam so jim, enako kot pravim zapornikom, odvzeli prstne odtise in jih z zavezanimi očmi odpeljali naprej v kletni zapor univerzitetne zgradbe. V eksperimentalni ječi jih je že čakala prva izmena paznikov, ki so bili sicer razdeljeni v tri izmene po pet ljudi. Tako je vsak paznik v zaporu prebil le osem ur na dan, enako kot traja delavnik paznikov v resničnem zaporu. Sam vodja eksperimenta Philip Zimbardo pa je hkrati igral tudi vlogo direktorja zapora. Zapornike so ob prihodu v zapor sistematično dehumanizirali. Dodelili so jim številke, odvzeli so jim vse osebne predmete in jih vse preoblekli v enaka zaporniška oblačila. Podobno so dobili nova uniformirana oblačila tudi pazniki, ki jih zaporniki niso smeli klicati po imenu, ampak so jih morali naslavljati »gospod stražnik«. Pazniki so nosili tudi sončna očala, tako da neposrednega kontakta z očmi med jetniki in nadzorniki ni bilo.

## Začetek konca
Prvi zapornik je padel v hudo depresijo že po 36 urah, prebitih v ječi. Imel je napade nenadzorovanega besa in joka, ki niso ponehali, tako da so ga morali po daljšem pogovoru izločiti iz eksperimenta in poslati domov. V naslednjih treh dneh so morali zaradi podobnih hudih oblik tesnobe odpustiti še tri zapornike, peti pa je zapustil poskus, ker je po vsem telesu dobil izpuščaje psihosomatskega izvora.
Čeprav so bili tako pazniki kot tudi zaporniki povsem običajni mladeniči in so lahko kadarkoli zapustili eksperiment, so se že v nekaj dneh tako vživeli v svoje vloge, da so povsem pozabili, da gre v resnici le za simulacijo razmer v zaporu. Naloga paznikov je bila sprva zelo preprosta, saj niso imeli drugih zadolžitev, kot da vzdržujejo red in mir v zaporu. Vendar pa se že drugi dan zapornikom ni ljubilo več izvrševati nalog, ki so jim jih zadali pazniki. Zabarikadirali so se v svoje celice in začeli zmerjati svoje stražarje. Takrat so se začele prve težave, ki so kasneje privedle do povsem nepričakovanih reakcij.
Pazniki so seveda želeli na vsak način ohraniti avtoriteto in poskrbeti, da jih bodo zaporniki ubogali, zato so domnevnega vodjo upora zaprli v celico za osamitev, drugi zaporniki pa so morali za kazen delati sklece, poskakovati, kasneje pa tudi kričati in žaliti drug drugega. Raziskovalci so dogajanje v eksperimentalnem zaporu vseskozi snemali (česar igralci menda niso vedeli), da bi lahko kasneje natančno analizirali vse situacije in reakcije obeh strani.

## Prekinitev eksperimenta
Zanimivo je, da se je tudi sam Zimbardo tako vživel v vlogo direktorja jetnišnice, da so ga bolj skrbeli problematični zaporniki in poskus množičnega pobega kot beleženje podatkov in izvedba eksperimenta. Ko je eden od stražarjev slučajno ujel pogovor jetnikov o nameravanem množičnem pobegu, je to stražarje tako zaskrbelo, da je odšel Zimbardo kot direktor zapora celo na resnično policijsko postajo in policiste prosil, da bi jim začasno za uporne jetnike posodili kar pravi policijski zapor. Na srečo policija ni želela sodelovati, a že sam odhod na postajo priča o tem, da se je tudi Zimbardo povsem vživel v svojo vlogo. Na realna tla ga je postavilo šele njegovo dekle Christina Maslach, ki je nedavno končala svoj doktorski študij in mu je pomagala pri izvedbi poskusa. Bila je edina od več deset zunanjih opazovalcev eksperimenta, ki je opozorila, da so udeleženci prestopili vse meje dobrega okusa in da ne gre več za znanost, ampak za izživljanje ene skupine mladeničev nad drugo. Po šestih dneh je Zimbardu postavila ultimat: končati mora eksperiment, ker so razmere v zaporu postale nevzdržne, sicer ga bo zapustila. Šele takrat se je Zimbardo zavedel resnosti situacije in poskus je tako po zgolj šestih dnevih in nočeh 20. avgusta 1971 prekinil.

## Rezultati eksperimenta
Stanfordski zaporniški eksperiment je pokazal, da nore situacije lahko spodbudijo noro obnašanje tudi pri povsem normalnih ljudeh. Idejni vodja eksperimenta Philip Zimbardo je nedavno izdal odmevno knjigo z naslovom The Lucifer Effect: Understanding How Good People Turn Evil (Random House, 2007). V njej po 35 letih najprej natančno opiše in analizira poskus, ki so ga izvedli v začetku sedemdesetih, nato pa rezultate eksperimenta primerja s podobnimi pojavi v sodobni družbi. Zanimajo ga predvsem pojavi, ko se povsem običajni ljudje spremenijo v zlobne zločince, ki so pripravljeni zavestno škodovati drugim ljudem, jim zadajati bolečino ali jih v skrajnih primerih celo ubiti. Iz opisa takšne transformacije iz dobrega v zlo izvira tudi naslov knjige. Luciferjev učinek namreč pomeni prav lahkotnost prehoda dobrega v zlo.